# Glen Bay
Glen Bay, także North Bay lub Kumu (szkocki: Loch a’ Ghlinne) – zatoka na wyspie Hirta, na archipelagu St Kilda. Na jej wybrzeżu znajduje się jaskinia. W zatoce można uprawiać żeglarstwo. Występują tam także alki zwyczajne.